# Корисні копалини Ямайки
Корисні копалини Ямайки представлені бокситами, гіпсом, кварцовими пісками, міддю, золотом, порфіром та інш.
Боксити. Надра країни багаті бокситами, за запасами яких Я. займає 2-е місце в Латинській Америці (після Бразилії, 2003). На тер. країни виявлено понад 100 родов. бокситів. Найбільші родовища (Уільямсфілд, Магготті, Керквайн, Ессекс-Валлі, Лідфорд та ін.) зосереджені в центр. районах країни — у центральних і західних районах вапнякового плато. Боксити залягають в поглибленнях карстового рельєфу на поверхні білих вапняків. Форма покладів лінзова, кишене- і пластоподібна, розміри від десятків м до десятків км за простяганням і від 0,1 м до 35 м за потужністю. За складом боксити бьоміт-гібситові, залізисті, вміст Al2O3 46-52 %, Fe2О3 17-23 %.
Станом на 1998 р запаси бокситів складають (млн т): загальні — 2016, підтверджені — 2000. Вміст Al2O3 — 50 %. Частка у світі — 7,4 %.
Бокситові родовища Ямайки належать до осадового типу, формування їх відбувалося внаслідок інтенсивного вивітрювання вулканогенних порід, що залягають на еоценових вапняках. Бокситові поклади пластові (родовище Манчестер із загальними запасами бокситів 720 млн т і підтвердженими 325 млн т) і кишенеподібні (родовище Сент-Ейнн, 520 млн т і 200 млн т, відповідно). Найбільші тіла бокситів приурочені до зон тектонічного дроблення. Запаси окремих покладів варіюють від декількох тисяч до багатьох мільйонів тонн. Боксити в основному гібситові. Ямайка за сучасних темпів розробки забезпечена підтвердженими запасами бокситів на 160 років.
Інші корисні копалини. У країні відомі також родов. гіпсу і кварцових пісків, рудопрояви міді. Рудопрояви міді жильного і прожилково-вкрапленого типів (Джінджер-Рівер, Дарем та ін.), промислові запаси не оцінені. Родов. гіпсу (Булл-Бей) і мармуру (Гарбранд-Хол, Маунт-Гібернія і Сердж-Айленд) виявлені на сх. країни, кварцових пісків — в районі Блек-Рівер. Загальні запаси гіпсу — бл. 5 млн т, ангідриту — 20 млн т. Глини (80 % яких мають природний червоний колір) придатні для виробництва кераміки і як будівельні компоненти. Існуючі запаси глин — 250 млн т, включаючи каолініт. Загальні запаси золота — 6 т (1998).
На початку XXI ст. (2001) компанії BHP, Kennecott, Organa, Ausjam group вели ГРР в зоні Беннет (Bennett) на золото і мідь.
Країна має значний потенціал індустріальних мінералів. На початку XXI ст. запаси карбонату кальцію на Ямайці становлять 152 млрд т в вапняках, мармуру — 350 млн т.